# 近藤真広 (朝日放送プロデューサー)
近藤 真広（こんどう まさひろ、1977年 - ）は、朝日放送テレビ（ABCテレビ）制作局制作部課長チーフプロデューサー。愛知県名古屋市出身。

## 経歴
同志社大学文学部卒業後、1999年に朝日放送入社。番組宣伝部→制作局テレビ制作部などを経て、東京支社テレビ制作部へ所属。『M-1グランプリ』、『なにわ人情コメディ 横丁へよ〜こちょ!』など、主に吉本の若手が出演する、吉本興業共同制作番組のディレクターを担当していた。2007年10月に同局勤務の小林由佳と結婚。過去には『探偵!ナイトスクープ』のチーフディレクターや『美女裁判〜恋愛裁判員制度〜』の初のプロデューサーを担当していた。2018年5月31日までは制作局制作部主任兼プロデューサー、2018年6月1日より東京支社制作部主任、2019年10月より現職。

## 担当番組

### 現在
レギュラー番組
- 探偵!ナイトスクープ（チーフディレクター→一時離脱→プロデューサー）

スペシャル番組
- M-1グランプリ（ディレクター→本社Dサブ担当プロデューサー→プロデューサー）
- CHEF-1グランプリ（チーフプロデューサー）
  - DRAGON CHEF（前身）
- プレイリストJO1（チーフプロデューサー）

### 過去
- なにわ人情コメディ 横丁へよ〜こちょ!（ディレクター）
- 美女裁判〜恋愛裁判員制度〜（プロデューサー）
- 全快はつらつコメディ お笑いドクター24時!!（プロデューサー）
- ほっとけ!3人組（演出・プロデューサー）
- 雨上がりのやまとナゼ?しこ（プロデューサー）
- ヒットの泉〜ニッポンの夢ヂカラ!〜（プロデューサー）
- たけしの健康エンターテインメント!みんなの家庭の医学（プロデューサー）
- 砂羽と可奈子があの街の美味しいギャップ大発見!だけど食堂（プロデューサー）
- ごきげん!ブランニュ（チーフディレクター→プロデューサー）
- なるみ・岡村の過ぎるTV（プロデューサー）
- さんま・岡村の花の駐在さん（総合演出）
- パーフェクトクライム（プロデューサー）
- 神ちゅーんず 〜鳴らせ!DTM女子〜（プロデューサー）
- ランウェイ24（プロデューサー）
- Re:フォロワー（チーフプロデューサー）
- ABCお笑いグランプリ（プロデューサー→チーフプロデューサー）

## 映画
- FLY!〜平凡なキセキ〜（監督）